# Verteidigungsbezirkskommando 41
Das Verteidigungsbezirkskommando 41 war ein Verteidigungsbezirkskommando der Bundeswehr mit Sitz des Stabs in Koblenz. Hauptaufgabe des Kommandos war die Territoriale Verteidigung in seinem Verteidigungsbezirk.

## Geschichte

### Aufstellung
Das Verteidigungsbezirkskommando wurde zur Einnahme der Heeresstruktur II in den 1960er-Jahren als Teil des Territorialheeres ausgeplant und dem Befehlshaber im Wehrbereich IV unterstellt. Angelehnt an die zivilen Verwaltungsgliederung entsprach der Verteidigungsbezirk in etwa dem Regierungsbezirk Koblenz. Entsprechend war der Standort des Stabs Koblenz.
Von Oktober 1962 bis Ende März 1967 war Oberst Gerlach von Gaudecker Kommandeur des Verteidigungsbezirkskommandos.

### Auflösung
2001 wurde das Territorialheer aufgelöst. Die Wehrbereichskommandos und Verteidigungsbezirkskommandos wurden der neu aufgestellten Streitkräftebasis unterstellt. Die Wehrbereiche und Verteidigungsbezirke wurden grundlegend neu geordnet und ihre Anzahl reduziert. Das Verteidigungsbezirkskommando 41 wurde außer Dienst gestellt und sein bisheriger Kommandobereich dem Verteidigungsbezirk 42 eingegliedert.

## Gliederung
Das Verteidigungsbezirkskommando umfasste wie die meisten Truppenteile des Territorialheeres nur wenige aktive Soldaten. Erst im Verteidigungsfall konnte das Verteidigungsbezirkskommando durch die Einberufung von Reservisten und die Mobilmachung eingelagerten und zivilen Materials auf eine Truppenstärke anwachsen, die um 1989 etwa einer Brigade des Feldheeres entsprach. Die längste Zeit seines Bestehens untergliederte sich das Verteidigungsbezirkskommando abgeleitet von der zivilen Verwaltungsgliederung noch weiter in unterstellte Verteidigungskreiskommandos. Entweder direkt oder den Verteidigungskreiskommandos unterstellt waren mehrere Heimatschutzkompanien, das Heimatschutzregiment 74 „Deutsches Eck“ und ein Sicherungsbataillon als Kern der infanteristisch geprägten Heimatschutztruppe.

## Verbandsabzeichen

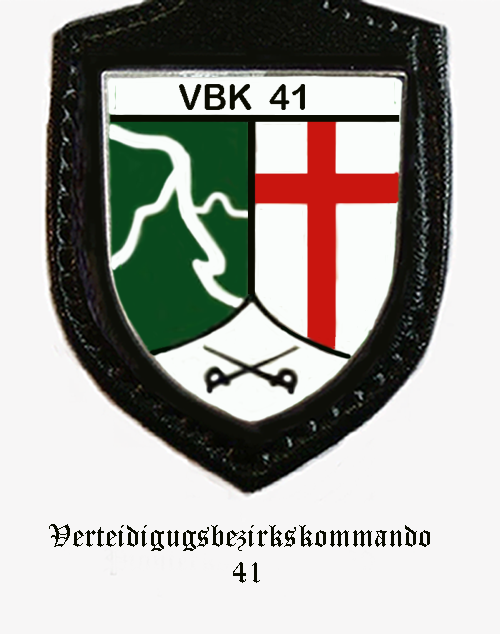
Internes Verbandsabzeichen des Stabes/Stabskompanie

Das Verteidigungsbezirkskommando führte aufgrund seiner Ausplanung als überwiegend nicht aktiver Truppenteil kein eigenes Verbandsabzeichen. Die wenigen aktiven Soldaten trugen daher das Verbandsabzeichen des übergeordneten Wehrbereichskommandos.
Als „Abzeichen“ wurde daher unpräzise manchmal das interne Verbandsabzeichen des Stabes und der Stabskompanie „pars pro toto“ für das gesamte Verteidigungsbezirkskommando genutzt. Es zeigte im Wesentlichen als Hinweis auf den Stationierungsraum als Figuren das Trierer Kreuz wie in zahlreichen Wappen der Region und eine stilisierte Landkarte der Flussverläufe von Rhein, Mosel und Lahn, sowie zwei gekreuzte Schwerter als Symbol für das Heer ähnlich wie die Abzeichen der Schirm- und Bergmütze.